# Знаменский собор (Кемерово)

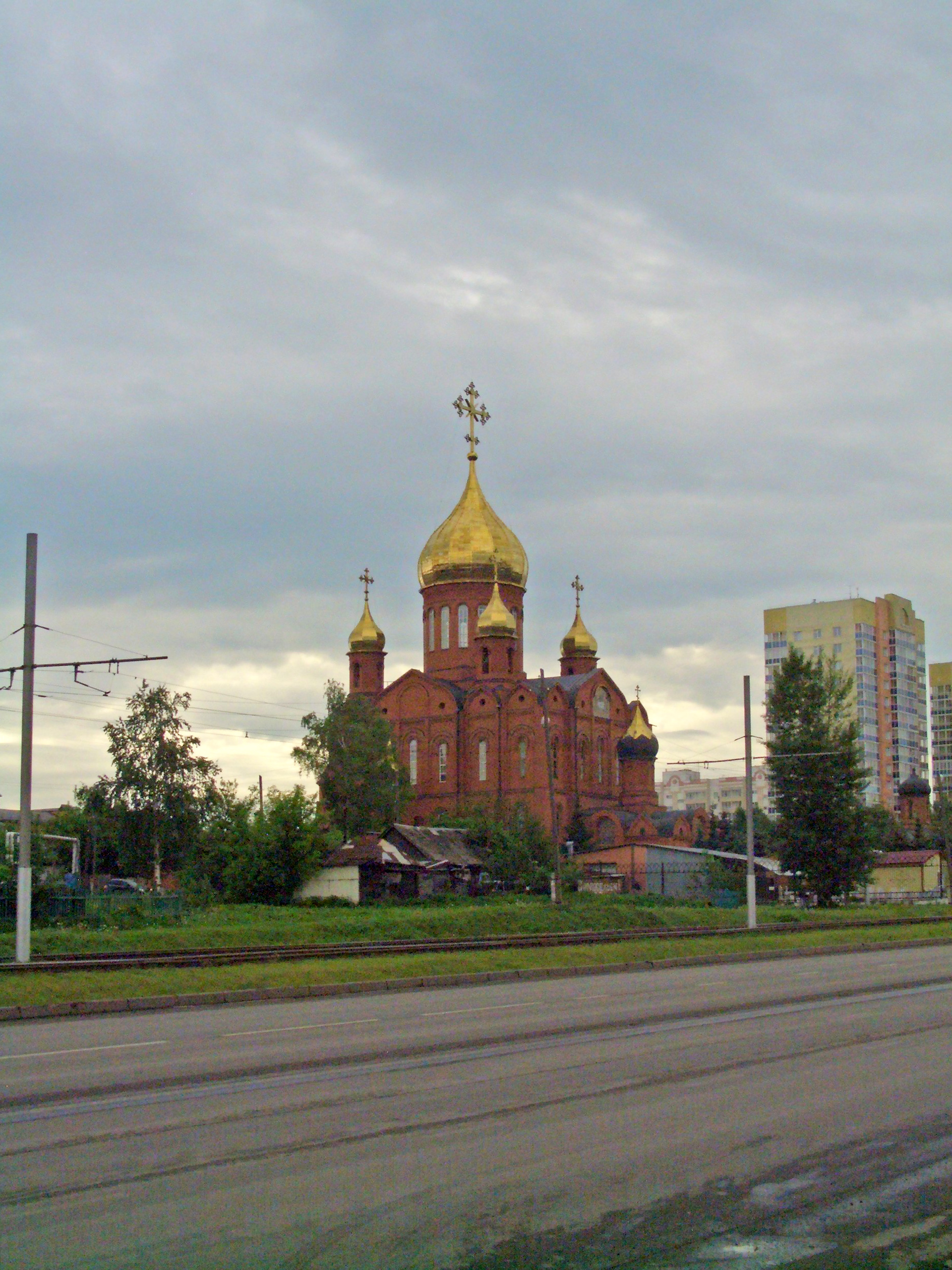
Вид со стороны Соборной улицы

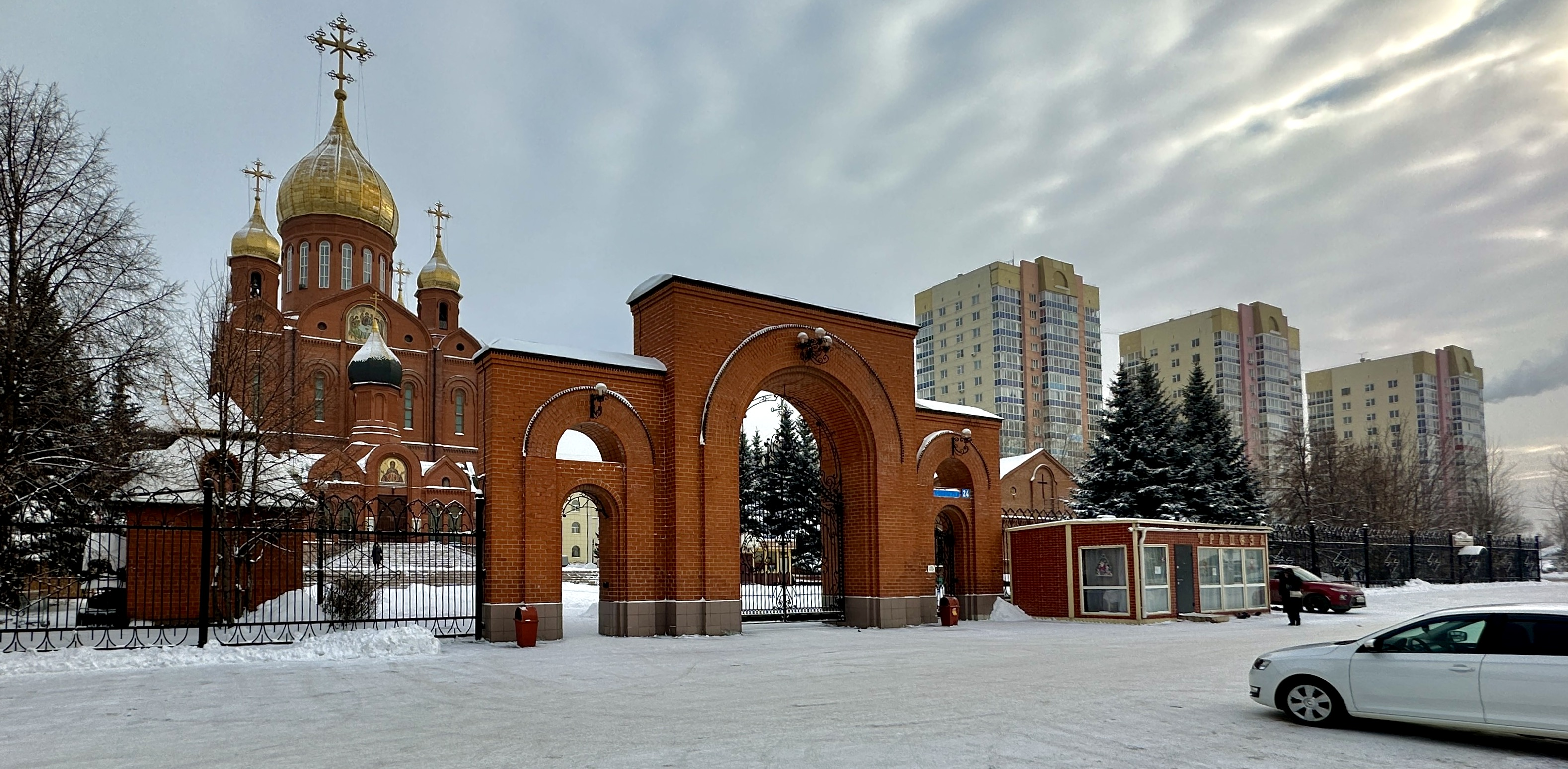
Вход со стороны Соборной улицы

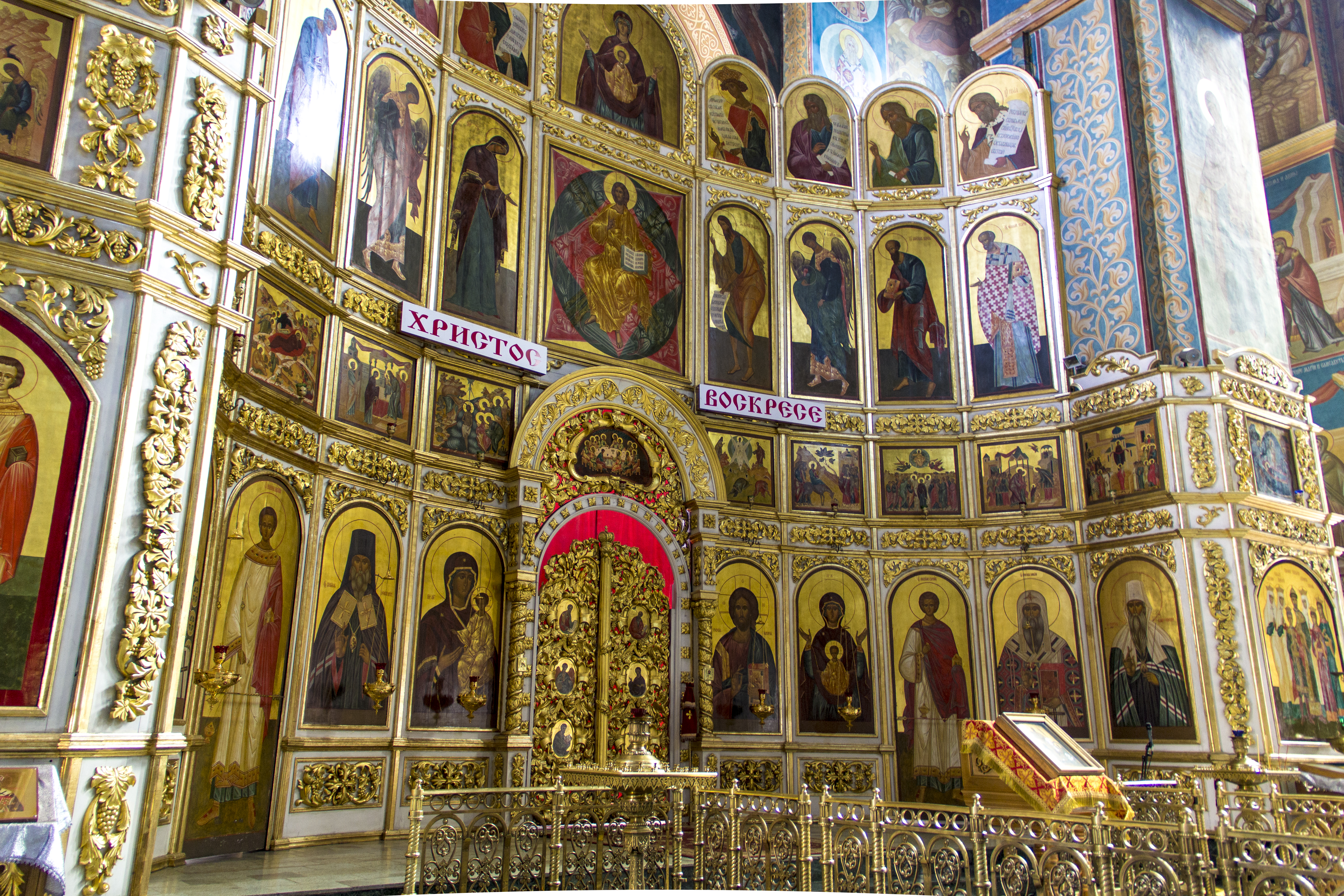
Иконостас

Собор иконы Божией Матери «Знамение» (Зна́менский собо́р) — православный храм в городе Кемерове, кафедральный собор Кузбасской митрополии и Кемеровской епархии Русской православной церкви.

## История
В городе Кемерово первая небольшая деревянная Знаменская церковь построенная в 1927 году, зарегистрированной 12.11.47 г общины РПЦ, стояла в центральной части города (на месте сквера у современного здания администрации Центрального района). С началом очередного этапа борьбы с религией 24 декабря 1960 года община была снята с регистрации, а здание в 1961 году снесено в связи с предполагаемой застройкой территории храма. С тех пор люди были вынуждены ездить на богослужения в единственный в городе Никольский храм на правый берег Томи. Изменение отношения к церкви с 1985 года сделало возможным вслух произносить просьбы и требования верующих. Старейший клирик епархии протоиерей Алексий Курлюта испрашивает благословение правящего митрополита Гедеона (Докукина). Пошли первые письма властям от прихожан.
24 марта 1989 года состоялось приходское собрание с участием благочинного протоиерея Алексия Курлюта, на котором 20 присутствующих ознакомились с Уставом управления Русской Православной Церкви, избрали приходской совет: председатель — о. Владимир Курлюта, помощник председателя — Новикова Зинаида Даниловна, казначей Святогорова Нина Дмитриевна; а также избрали ревизионную комиссию. Вскоре бессменным казначеем до конца строительства стала Марина Яковлевна Морозова. 26 марта 1989 года правящим владыкой Новосибирским и Барнаульским Гедеоном назначается настоятель, выпускник Московской Духовной семинарии и студент МДА иерей Владимир Курлюта.
28 марта 1989 года исполком городского Совета народных депутатов принял решение о проектировании земельного участка площадью 1,5 га между улицами Тимирязева, Луговой, Кавалерийской и Гагарина — пустующая территория бывшего вещевого рынка в центральной части города. Однако только 18 ноября 1989 года очередной градостроительный совет после страшной борьбы и препирательств даёт разрешение на конкретные действия.
Под временный храм весной 1989 года куплена половина частного дома, примыкающего к строительной площадке, в котором на Пасху отслужили первую литургию. С Рождества Христова, 7 января 1990 года, богослужения стали совершаться в приобретенном здании бывшего винного магазина.
10 декабря 1989 года в престольный праздник в честь Новгородской иконы Божией Матери «Знамение» состоялся первый, торжественный крестный ход и освящение закладного камня в основании храма. Через хозуправление Московской Патриархии архитектором М. С. Соколовым был выполнен эскиз-идея. На основе эскиза-идеи кемеровский архитектор Геннадий Максимович Некрашевич разработал проект собора, в сотрудничестве с конструкторами Ф. Ф. Бобковым и И. С. Шапором.
По крестильному храму строительные работы велись в кратчайшие сроки — с 4 мая по декабрь 1990 г., и в престольный праздник Знаменского собора 10 декабря епископ Красноярский и Енисейский Антоний (Черемисов) освящает выстроенный крестильный храм в честь великомученика Георгия Победоносца. Регулярные богослужения совершаются в нём тремя священниками: кроме настоятеля в приход назначены о. Александр Демченко и о. Иоанн Хить, ранее бывшие в нём пономарями.
На Пасху 26 апреля 1992 года впервые над городом раздался колокольный звон — на опоре ЛЭП, приспособленной под звонницу, были размещены изготовленные на уральском заводе колокола.
4 октября 1992 года в отремонтированном здании бывшего лесоторгового магазина начала работу Воскресная школа прихода, первым преподавателем которой был Апенькин Анатолий Гаврилович, позднее служащий диаконом в монастыре святителя Николая Чудотворца в деревне Могочино Томской епархии. По благословению настоятеля о. Владимира он взял под свою опеку и дом престарелых на Южном.
В 1993 году создаётся Кемеровская епархия и назначается архиерей епископ Кемеровский и Новокузнецкий Софроний (Будько), а 6 июля в центре Георгиевского храма Знаменского прихода устанавливается кафедра — знак архиерейского служения. Богослужения совершаются ежедневно, служит четвёртый священник — о. Борис Опарин, диаконы Александр Горшков и Владимир Агибалов.
15 сентября 1993 года Патриарх Московского и вся Руси Алексий II во время первого визита в Кемерово посетил строящийся Знаменский собор и удостоил высокой патриаршей награды настоятеля о. Владимира Курлюту — ордена святого благоверного князя Даниила Московского I степени и сана протоиерея.
В праздник Покрова Пресвятой Богородицы 14 октября 1995 года в сослужении 28 священников и 6 диаконов епархии, по благословению Патриарха епископ Софроний торжественно освятил нижний храм Знаменского кафедрального собора в честь равноапостольного великого князя Владимира. Освящение нижнего храма собора было подлинно всеепархиальным праздником, на который прибыли более 150 официальных гостей — руководители области, городов и поселков, предприятий, банковских структур, а также прихожане многих приходов епархии.
С осени 1995 года прот. Владимир Курлюта начал курировать катехизаторское окормление больниц города — открылись церковные комнаты и филиалы библиотеки: в областной больнице (Мартынова Г. А.), 10 горбольнице (Дайс Е.), детской многопрофильной (Чернегова Л. Е.), 8 инфекционной (медсестра этой больницы Таисия Ивановна), а также в школах № 63 (матушка Татиана Опарина), № 26 (матушка Елена Агибалова), интернате № 6 (при библиотеке), в СИЗО № 1 (о. Борис Опарин). На этой базе впоследствии образуется Православное сестричество свв. Жён-мироносиц.
26 мая 1996 года Патриарх Алексий II в сослужении архиепископа Владимирского и Суздальского Евлогия (Смирнова), епископов Алтайского и Барнаульского Антония (Масендича), Тобольского Димитрия (Капалина), Красноярского Антония (Черемисова), Истринского Арсения (Епифанова), Новосибирского Сергия (Соколова), Тамбовского Евгения (Ждана), Орехово-Зуевского Алексия (Фролова) совершил освящение Знаменского кафедрального собора. На торжестве присутствовало руководство города и области, Леонида Георгиевна Романова. Патриарх Алексий II привёз с собой в подарок множество икон, храму был подарен набор для Евхаристии с украшениями, были награждены протоиерей Владимир Курлюта крестом с украшениями, губернатор области М. Б. Кислюк орденом св. князя Даниила II степени, благотворители — 21 медалью св. благ. князя Даниила Московского, 9 тружеников — патриаршей грамотой. Епископ Кемеровский и Новокузнецкий Софроний преподнес Алексию II панагию и крест.
1 сентября 1996 года открыто новое здание Воскресной школы, оборудованное аудио-, видеотехникой. На втором этаже здания размещается Епархиальное управление.
С 1997 года Знаменский приход, являясь центром Первого Кемеровского благочиния, помогает строящимся храмам в дер. Береговой (Архангела Михаила), в д. Комиссарово (прп. Сергия Радонежского), в с. Андреевка (ап. Андрея Первозванного), в с. Ягуново (ап. Иоанна Богослова), в пос. Шишино (прп. Серафима Саровского), позднее в д. Панфилово (мцц. Веры, Надежды, Любови и Софии), п. Шевели (мч. Прокопия), п. Металлплощадка (мч. Трифона).
С первых дней существования Знаменского прихода открыта благотворительная трапезная. В декабре 1999 года заключено соглашение с администрацией города Кемерово и Центром социального обслуживания и защиты населения Заводского района г. Кемерово об организации горячего питания нуждающихся граждан города в трапезной собора. Эта совместная работа продолжается по настоящее время, сейчас в ней участвует и «Центр помощи семье и детям». Ежедневно в трапезную приходят обедать дети из неблагополучных или малообеспеченных семей, а также инвалиды, пенсионеры и люди, попавшие в трудную жизненную ситуацию (всего до 100 человек в день).
Внутреннее убранство Знаменского кафедрального собора является постоянной заботой настоятеля и прихода. Фресковая роспись стен ведется в соборе частями. В 1993—1994 гг. в Георгиевском храме проводилась роспись стен группой художников во главе с выпускником Строгановского художественного училища Работновым А. С., он продолжал руководить и росписью собора по 2004 г., сюжетами жития прп. Серафима Саровского была расписана и трапезная собора. С 2007 г. росписью собора занимаются томские художники из ТРОО «Союз монументалистов, скульпторов, дизайнеров» под руководством Крюка А. М. по технологии, позволяющей смывать осаждающуюся копоть.
Знаменский собор в 1999 году был признан памятником областного значения. Все это дает возможность для экскурсионного посещения собора разнообразными группами: туристическими; учащимися школ, колледжей, студентами вузов по руководством преподавателей; группами из Воскресных школ епархии. В качестве экскурсоводов привлекаются клирики собора. Настоятелю собора директором Областного детского экскурсионно-туристического центра было вручено официальное благодарственное письмо.
21 сентября 2008 года, в дни празднования 15-летия Кемеровской епархии, состоялось освящение южного придела Знаменского кафедрального собора архиепископом Нижегородским и Арзамасским Георгием в честь 12 Апостолов.

## Святыни
Святынями собора являются: хоругви бывшей Знаменской церкви; дарственные иконы — Божией Матери Донская, Собор Архистратига Михаила и Покров Пресвятой Богородицы, подаренные губернатором А. Г. Тулеевым. По просьбе Владыки Софрония со святой горы Афон (Греция) была привезена копия Вратарницы — икона Божией Матери Иверская. В храме имеются также иконы с частицами мощей двенадцати Апостолов, привезенные из д. Даниловка Тяжинского района; свт. Иоанна Тобольского, свт. Филарета Московского, свт. Иосафа Белгородского, исповедника Луки, архиеп. Симферопольского и Крымского, прав. Феодора Санаксарского (Ушакова).
Епископ Кемеровский и Новокузнецкий Аристарх 26 апреля 2008 г. совершил торжественную передачу Знаменскому кафедральному ковчега с частицами мощей 83-х святых, покоящихся в ближних и дальних пещерах Киево-Печерской Лавры. Мощи получены по благословению Блаженнейшего Владимира, митрополита Киевского и всея Украины. 19 декабря 2008 г. в соборе состоялась торжественная передача частицы мощей свт. Николая Чудотвоца, еп. Мирликийского — дара епископу Кемеровскому и Новокузнецкому Аристарху от монсеньора Андония Николая, настоятеля прихода Святой Луции в Риме, посредством архиепископа Антонио Меннини, представителя Святого Престола в Российской Федерации. Эта частица мощей постоянно находится в соборе, в мощевике иконы свт. Николая Чудотворца.

## Настоятели
- С 21 марта 1989 года — протоиерей Владимир Алексеевич Курлюта. с 30 декабря 2014 настоятель протоиерей Александр Гусаков

## Служители
- Протоиерей Александр Гусаков, руководитель отдела по взаимоотношениям Церкви и общества Кемеровской епархии. Родился 29 июня 1982 г. В 2004 году окончил Томскую Духовную семинарию, в 2009 году — Московскую Духовную Академию. В сан священника рукоположен 24 октября 2004 г. В Знаменском кафедральном соборе служит с 02 марта 2012 года. С 30.12.2014 настоятель Знаменского кафедрального собора. С этого же времени благочинный Первого Кемеровского благочиния и благочинный Кемеровского округа.
- протоиерей Виталий Макаров В сан иерея рукоположен 15.02.2015. При хиротонии получил жёлтый крест. Ключарь собора,Руководитель архиерейской канцелярии.
- Протоиерей Сергий Семиков, руководитель Молодёжного отдела Кемеровской епархии. Родился 22 ноября 1972 г. Окончил Кузбасский политехнический институт, Православный Свято-Тихоновский Богословский институт. В сан священника рукоположен 17 марта 1996 г. В Знаменском кафедральном соборе служит с 2006 г.
- иерей Владимир Хить, ответственный за работу со слабослышащими и глухими людьми.
- иерей Георгий Якин штатный священник собора, настоятель храма святых равноапостольных Кирилла и Мефодия г. Кемерово, Несёт послушание помощника благочинного по общим вопросам.
- иерей Михаил Пышинский, помощник руководителя молодёжного отдела Кемеровской епархии
- Иерей Пётр Хить, Заместитель руководителя отдела по взаимоотношениям Церкви и общества в КЕУ. Заведующий гаражом КЕУ.
- иерей Александр Гулевский.
- диакон Вячеслав Ланский- с 15.02.2015 исполняет обязанности протодиакона, референт архиерейской канцелярии.
- диакон Аркадий Тишкин, референт архиерейской канцелярии.
- иерей Димитрий Саломатов, референт архиерейской канцелярии
- диакон Евгений Медников.